# Isla Mondoleh
Isla Mondoleh (en francés: Île Mondoleh; en inglés: Mondoleh Island) es una isla en el país africano de Camerún integrada en la Región del Sudoeste (Southwest Province) frente al Océano Atlántico en la Bahía de Ambas, en las coordenadas geográficas 03°58′03″N 09°11′42″O / 3.96750, -9.19500 al norte de la isla ecuatoguineana de Bioko, frente a la península monkey (mono) al este de la isla Ambas, y al sur de la isla Bobias. 258 kilómetros al oeste de la capital del país Yaundé